# Wasser- und Schifffahrtsdirektion Ost

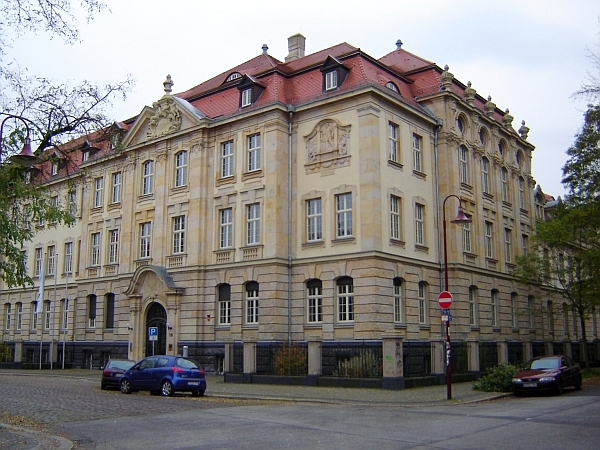
Wasser- und Schifffahrtsdirektion Ost in Magdeburg

Die Wasser- und Schifffahrtsdirektion Ost (WSD Ost) war eine Bundesmittelbehörde und dem Bundesministerium für Verkehr, Bau und Stadtentwicklung (BMVBS) nachgeordnet. Der Sitz war in Magdeburg.
Am 1. Mai 2013 wurde die Behörde zunächst eine Außenstelle der Generaldirektion Wasserstraßen und Schifffahrt (GDWS) und mit dem Inkrafttreten des WSV-Zuständigkeitsanpassungsgesetzes (BGBl. Teil 1 Nr. 24 Jahrgang 2016, S. 1257ff) am 1. Juni 2016 zum Standort Magdeburg der GDWS.

## Zuständigkeit
Die Wasser- und Schifffahrtsdirektion Ost war zuständig für die Gewährleistung der Sicherheit und die Leichtigkeit des Verkehrs auf den Bundeswasserstraßen zwischen Elbe und Oder.
Die Behörde hatte in diesem Zusammenhang für die Unterhaltung und den Neu- und Ausbau dieser Wasserstraßen zu sorgen. Sie war zuständig für die Gefahrenabwehr, den Betrieb der Schifffahrtsanlagen wie Wehre, Schleusen, Schöpfwerke und Schiffshebewerke. Sie hatte die Schifffahrtszeichen auf den Wasserstraßen ihres Zuständigkeitsbereichs zu setzen. Die Wasser- und Schifffahrtsdirektion als Schifffahrtspolizei lenkte und regelte den Verkehr auf den Wasserstraßen, untersuchte dort verkehrende Schiffe auf ihre Sicherheit, erteilte Befähigungsnachweise zum Betreiben von Schiffen und hatte Umweltschäden durch Schiffe zu verhüten.

## Nachgeordnete Behörden
Der Wasser- und Schifffahrtsdirektion Mitte waren folgende Behörden unterstellt:
- Wasser- und Schifffahrtsamt Dresden, dann Wasserstraßen- und Schifffahrtsamt Dresden, 2021 aufgegangen im Wasserstraßen- und Schifffahrtsamt Elbe.
- Wasser- und Schifffahrtsamt Magdeburg, dann Wasserstraßen- und Schifffahrtsamt Magdeburg, 2021 aufgegangen im Wasserstraßen- und Schifffahrtsamt Elbe.
- Wasser- und Schifffahrtsamt Lauenburg, dann Wasserstraßen- und Schifffahrtsamt Lauenburg, 2021 aufgegangen im Wasserstraßen- und Schifffahrtsamt Elbe.
- Wasser- und Schifffahrtsamt Brandenburg, dann Wasserstraßen- und Schifffahrtsamt Brandenburg, 2020 aufgegangen im Wasserstraßen- und Schifffahrtsamt Spree-Havel.
- Wasser- und Schifffahrtsamt Berlin, dann Wasserstraßen- und Schifffahrtsamt Berlin, 2020 aufgegangen im Wasserstraßen- und Schifffahrtsamt Spree-Havel.
- Wasser- und Schifffahrtsamt Eberswalde, dann Wasserstraßen- und Schifffahrtsamt Eberswalde, 2020 aufgegangen im Wasserstraßen- und Schifffahrtsamt Oder-Havel.
- Wasserstraßen-Neubauamt Berlin
- Wasserstraßen-Neubauamt Magdeburg